# Herbert Wunsch
Herbert Wunsch (* 23. Februar 1917 in Wien; † 24. Dezember 1970 in Wien) war ein österreichischer Tischtennisspieler. Während Österreich Teil des „Großdeutschen Reiches“ war, war er zweimal deutscher Meister im Einzel.

## Leben
Seinen Lebensunterhalt verdiente Herbert Wunsch als kaufmännischer Angestellter. Am 8. Oktober 1955 heiratete er in zweiter Ehe die Tischtennisspielerin Hedwig (Hedy) Matrinsky (österreichische Meisterin von 1957, im Wiener Tischtennis-Verband WTTV noch aktiv bis 2003, verstorben 2016; Namensgeberin des Hedy-Wunsch-Parks). 1970 starb Herbert Wunsch. Er wurde auf dem Wiener Friedhof Atzgersdorf beigesetzt.

## Sportlicher Werdegang
Herbert Wunsch spielte in verschiedenen österreichischen Tischtennisvereinen. Ähnlich wie Trude Pritzi nahm er nach dem Anschluss Österreichs an Deutschland ab 1940 regelmäßig erfolgreich an den deutschen Meisterschaften teil. Dabei wurde er mehrfach deutscher Meister, zweimal im Einzel, dreimal im Doppel und dreimal im Mixed.
Nach dem Krieg spielte er wieder für Österreich. 1948 belegte er bei der Weltmeisterschaft in London den dritten Platz sowohl im Doppel als auch mit der österreichischen Mannschaft. Ferner wurde er 1946 österreichischer Meister im Doppel.
Wunsch vertrat Österreich im Swaythling Club International.

## Sportliche Erfolge
- Teilnahme an der Tischtennisweltmeisterschaft 1948 in London:  3. Platz Doppel (mit Heinrich Bednar), 3. Platz mit Team Österreich

- Nationale deutsche Meisterschaften
  - 1941 in Dresden:      1.Platz Doppel (mit Erwin Kaspar), 1.Platz Mixed (mit Trude Pritzi)
  - 1942 in Dresden:      1.Platz Einzel, 1.Platz Doppel (mit Heinrich Bednar), 2.Platz Mixed (mit Trude Pritzi)
  - 1943 in Breslau:      1.Platz Einzel,  1.Platz Doppel (mit Heinrich Bednar), 1.Platz Mixed (mit Trude Pritzi)
  - 1944 in Breslau:      1.Platz Mixed (mit Trude Pritzi)

- Österreichische Meisterschaften:
  - 1946 in Wien:         1.Platz Doppel (mit Rudolf Diwald)
  - 1947 in Wien:         2.Platz Doppel (mit Rudolf Diwald), 3.Platz Mixed (mit Lotte Neumann)
  - 1950 in Linz:         2.Platz Doppel (mit Heinrich Bednar), 2.Platz Mixed (mit Hedwig Matrinsky)
  - 1952 in Wien:         2.Platz Doppel (mit Heinrich Bednar)

- Vereine
  - Währinger TTC
  - LSV (Luftwaffensportverein)
  - NEWAG
  - Postsportverein Wien (ab 1937)
  - Badner AC
  - Puch-Graz
  - Schwarz-Weiß Wien
  - Köflach

## Turnierergebnisse
| Verband | Veranstaltung     | Jahr | Ort     | Land | Einzel    | Doppel     | Mixed        | Team |
| ------- | ----------------- | ---- | ------- | ---- | --------- | ---------- | ------------ | ---- |
| AUT     | Weltmeisterschaft | 1948 | Wembley | ENG  | Qual      | Halbfinale | keine Teiln. | 3    |
| AUT     | Weltmeisterschaft | 1937 | Baden   | AUT  | letzte 32 | letzte 16  | letzte 64    |      |